# Quatuors op. 44 de Mendelssohn

Les Quatuors à cordes op. 44 sont un cycle de trois quatuors de Felix Mendelssohn écrits entre 1837 et 1838.
Mendelssohn a écrit sept quatuors complets et plusieurs pièces pour cette formation ainsi que quelques partitions inachevées. Ce cycle est considéré comme étant de la « période moyenne » par rapport à ses quatuors de jeunesse (op. 12 et op. 13 écrits près de 8 ans plus tôt) et ses quatuors de la maturité dont son op. 80, écrit neuf ans plus tard.
La chronologie de composition des trois quatuors ne correspond pas à leur numérotation puisque le premier achevé est le no 2 (achevé le 18 juin 1837), le second le nº 3 (achevé le 6 février 1838) et le dernier le nº 1 (achevé le 24 juillet 1838). L'ordre final correspond en fait au choix du musicien qui préférait son nº 1.
Ce cycle est dédié au prince de Suède.
Robert Schumann en apprécia la maîtrise et composa ses quatuors op. 41 en référence à ces derniers.

## Quatuor op. 44no1 enré majeur(MWVR 30)
Il a été créé le 16 février 1839 par le quatuor Ferdinand David.
Il est composé de quatre mouvements et son exécution demande environ un peu moins de trente minutes.
- Molto allegro vivace
- Menuetto un poco allegro
- Andante espressivo con moto
- Presto con brio

## Quatuor op. 44no2 enmi mineur(MWVR 26)
Il a été écrit peu après son mariage avec Cecile Jeanrenaud.
Il a été créé le 17 novembre 1837 au théâtre du Gewandhaus de Leipzig.
Il est composé de quatre mouvements et son exécution demande environ un peu moins de trente minutes.
- Allegro assai
- Scherzo
- Andante
- Presto agitato

## Quatuor op. 44no3 enmi bémol majeur(MWVR 28)
Il est composé de quatre mouvements et son exécution demande environ un peu moins de trente minutes.
- Allegro vivace
- Scherzo assai leggiero vivace
- Adagio non troppo
- Molto allegro con fuoco